# A Midsummer Night's Dream (film 1968)
A Midsummer Night's Dream è un film del 1968 diretto da Peter Hall.
La pellicola è la seconda trasposizione cinematografica della commedia shakespeariana Sogno di una notte di mezza estate.

## Trama
Egeo vuole che la figlia Ermia sposi Demetrio, ma la giovane è innamorata di Lisandro e fugge con lui nel bosco. Tuttavia Demetrio è sinceramente innamorato di Ermia e le corre dietro, inseguito a sua volta da Elena, che è innamorata del giovane ateniese. Nel bosco i quattro giovani rimangono invischiati nella lite tra Oberon e Titania, il re e la regina della fate, ma alla fine l'amore trionfa e le sei coppie di amanti si riconciliano.

## Distribuzione
Il film esordì nelle sale europee nel settembre del 1968, mentre negli Stati Uniti A Midsummer Night's Dream è stato distribuito direttamente in home video.